# Literaturjahr 1867
Liste der Literaturjahre

◄◄ | ◄ | 1863 | 1864 | 1865 | 1866 | Literaturjahr 1867 | 1868 | 1869 | 1870 | 1871 | ►

Weitere Ereignisse

## Ereignisse

### Reclams Universal-Bibliothek
- 9. November: Durch Gesetz des Norddeutschen Bundes werden alle literarischen Werke gemeinfrei, deren Verfasser vor 30 oder mehr Jahren verstorben sind.
- 10. November: Mit den Bänden Faust. Eine Tragödie und Faust. Der Tragödie zweiter Teil von Johann Wolfgang von Goethe beginnt der Reclam-Verlag mit der Herausgabe von Reclams Universal-Bibliothek. Die für damalige Verlagsverhältnisse sehr große Erstproduktion mit jeweils 5.000 Exemplaren ist innerhalb von wenigen Wochen so gut wie vergriffen, so dass im Dezember nochmals 5.000 Exemplare gedruckt und ausgeliefert werden. Bis Ende des Jahres erscheinen weitere 33 Nummern der Universal-Bibliothek.

### Prosa
- Thérèse Raquin, Émile Zolas dritter Roman, erscheint. Das Werk bringt dem Autor den literarischen Durchbruch in Paris.
- Leo Tolstoi vollendet die Urfassung seines Epos Krieg und Frieden, deren Veröffentlichung aber nicht zustande kommt.
- Der historische Roman Witiko von Adalbert Stifter erscheint.
- Die Novelle Eine Malerarbeit von Theodor Storm erscheint in Westermanns Monatsheften.
- Der belgische Schriftsteller Charles De Coster publiziert nach zehnjähriger Arbeit den Roman La légende et les aventures héroiques joyeuses et glorieuses d’Ulenspiegel et de Lamme Goedzak au pays des Flandres et ailleurs (Die Legende und die heldenhaften, fröhlichen und ruhmreichen Abenteuer von Ulenspiegel und Lamme Goedzak). Basierend auf dem Volksbuch aus dem Jahr 1515 erweitert de Coster die niederdeutsche Figur Till Eulenspiegel vom burlesken Spaßvogel und Narren zu einem Freiheitskämpfer im Flandern des Achtzigjährigen Kriegs. Das Werk wird heute oft als das Nationalepos Belgiens und als Beginn der modernen belgischen Literatur bezeichnet und mit Werken der Bestenliste europäischer Literatur verglichen.

### Lyrik / Bildergeschichten
- Wilhelm Buschs Bildergeschichte Hans Huckebein, der Unglücksrabe erscheint in vier Folgen in der von Eduard Hallberger herausgegebenen Zeitschrift Über Land und Meer.

### Drama
- Henrik Ibsen verfasst das dramatische Gedicht Peer Gynt.

### Periodika
- Harper & Brothers bringt in den USA die Erstausgabe des Modemagazins Harper’s Bazar heraus.

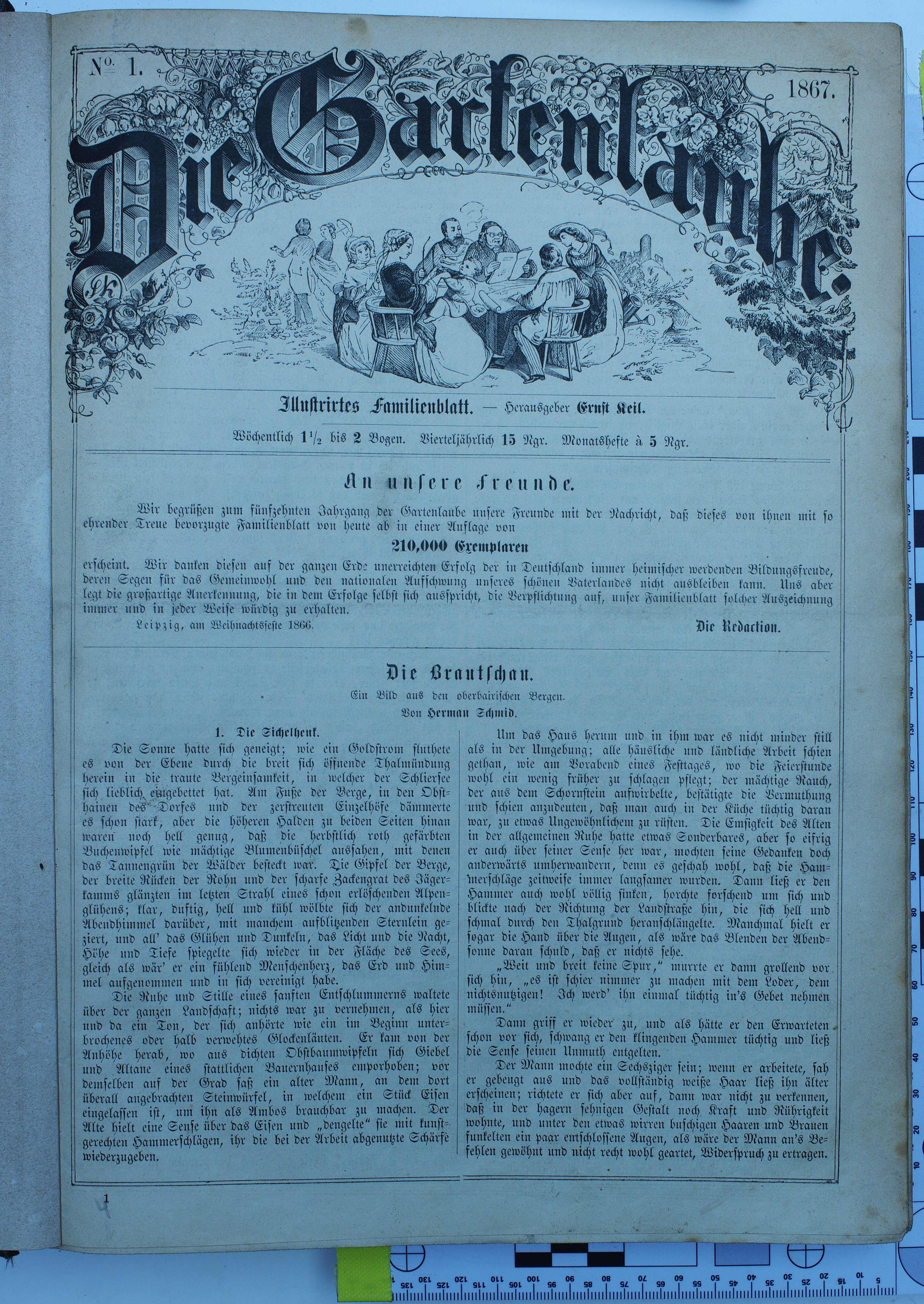
Die Gartenlaube 1867

### Wissenschaftliche Werke
- 14. September: Das Erscheinen des ersten Band von Das Kapital. Kritik der politischen Ökonomie, verfasst von Karl Marx, beim Hamburger Verleger Otto Meissner in einer Startauflage von 1000 Exemplaren wird im Börsenblatt für den Deutschen Buchhandel bekanntgegeben.
- Der Afrikaforscher Paul Belloni Du Chaillu berichtet über seine zweite Afrikareise der Jahre 1863–65 in seinem Reisebericht A journey to Ashango-Land and further penetration into Equatorial Africa.

## Geboren

### Erstes Halbjahr
- 18. Januar: Rubén Darío, nicaraguanischer Schriftsteller und Diplomat († 1916)

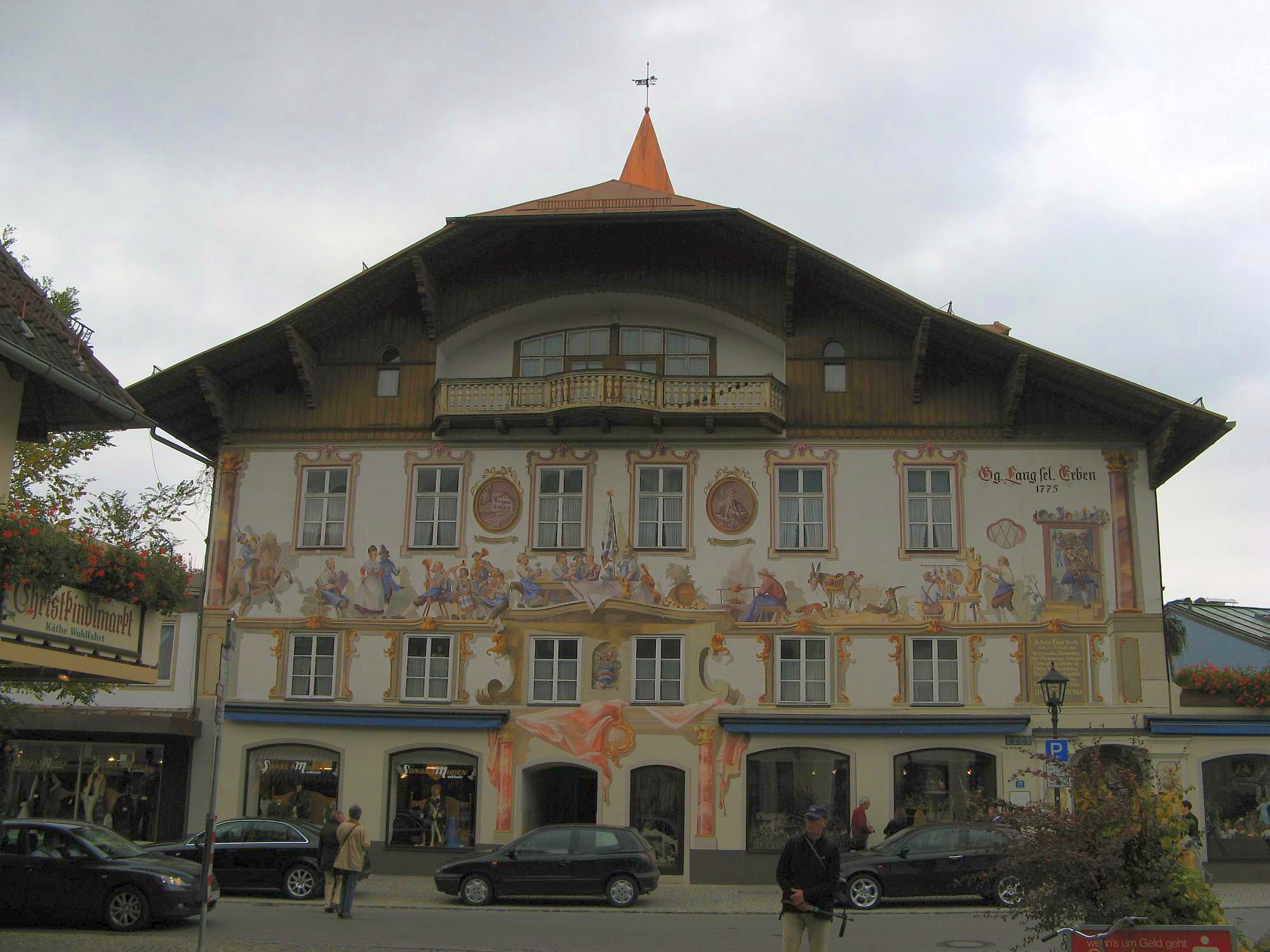
Geburtshaus von Ludwig Thoma in Oberammergau

- 21. Januar: Ludwig Thoma, deutscher / bayerischer Schriftsteller († 1921)
- 24. Januar: Ernst Zahn, Schweizer Schriftsteller († 1952)
- 27. Januar: Katherine Mayo, US-amerikanische Schriftstellerin und Journalistin († 1940)
- 31. Januar: Mariusz Zaruski, polnischer General, Segelsportler, Bergsteiger, Schriftsteller, Lyriker und Maler († 1941)

- 5. Februar: Elsbeth Krukenberg-Conze, deutsche Schriftstellerin und Frauenrechtlerin († 1954)
- 6. Februar: Richard Lipinski, deutscher Gewerkschafter, Politiker und Schriftsteller († 1936)
- 7. Februar: Laura Ingalls Wilder, US-amerikanische Schriftstellerin († 1957)
- 9. Februar: Natsume Sōseki, japanischer Schriftsteller († 1916)
- 18. Februar: Hedwig Courths-Mahler, deutsche Schriftstellerin († 1950)
- 24. Februar: Karl Schönherr, österreichischer Dramatiker († 1943)
- 25. Februar: Rudolf Tarnow, niederdeutscher Schriftsteller († 1933)
- 1. März: Konrad Agahd, deutscher Schriftsteller, Pädagoge und Journalist († 1926)

- 3. Mai: Birger Mörner, schwedischer Diplomat und Schriftsteller († 1930)
- 7. Mai: Władysław Reymont, polnischer Schriftsteller († 1925)
- 8. Mai: Margarete Böhme, deutsche Schriftstellerin († 1939)
- 14. Mai: Kurt Eisner, deutscher Politiker und Schriftsteller († 1919)
- 16. Mai: Jeanne Berta Semmig, deutsche Schriftstellerin und Dichterin († 1958)
- 27. Mai: Arnold Bennett, britischer Schriftsteller († 1931)
- 28. Mai: Sebastian Rieger, Tiroler Volksdichter und Priester († 1953)

- 8. Juni: Dagny Juel, norwegische Schriftstellerin und Dramatikerin († 1901)
- 8. Juni: Frank Lloyd Wright, US-amerikanischer Schriftsteller, Architekt, Innenarchitekt und Kunsthändler († 1959)
- 17. Juni: Henry Lawson, australischer Autor und Poet († 1922)
- 22. Juni: Eugen Diederichs, deutscher Verlagsbuchhändler († 1930)

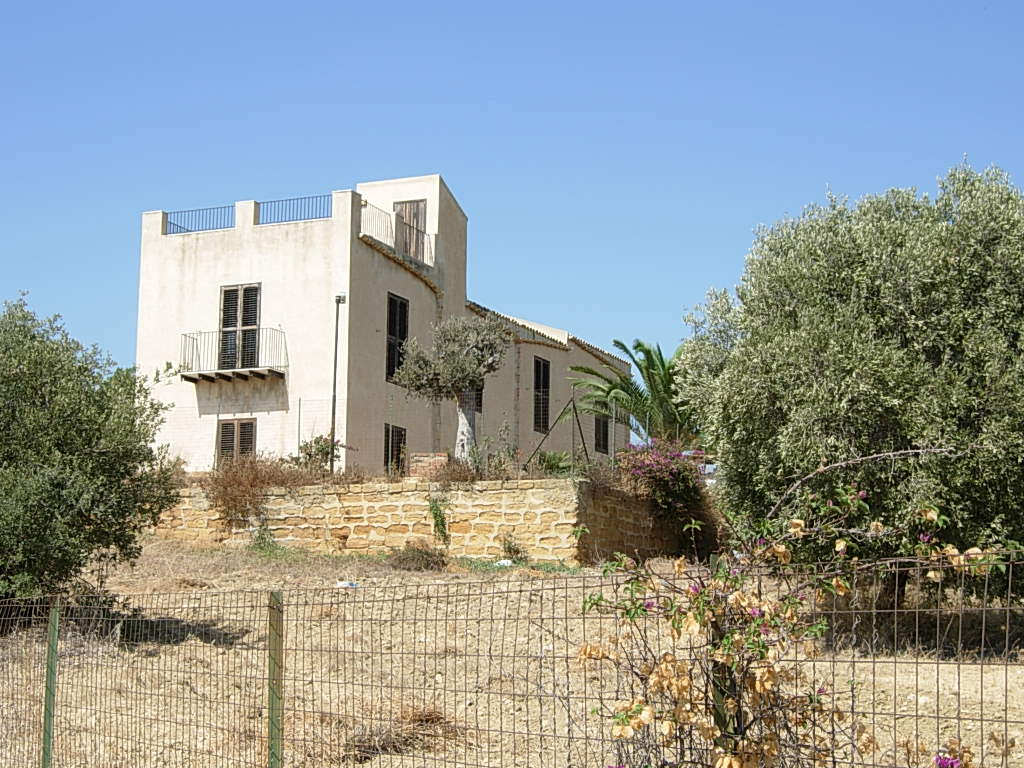
Pirandellos Geburtshaus in Sizilien

- 28. Juni: Luigi Pirandello, italienischer Schriftsteller, Nobelpreisträger († 1936)

### Zweites Halbjahr
- 25. Juli: Max Dauthendey, deutscher Dichter und Maler († 1918)

- 6. August: Sam Mussabini, britischer Trainer und Journalist († 1927)
- 12. August: Edith Hamilton, deutsch-US-amerikanische Schriftstellerin († 1963)
- 13. August: Rudolf G. Binding, deutscher Schriftsteller († 1938)
- 14. August: John Galsworthy, britischer Schriftsteller († 1933)
- 16. August: António Nobre, portugiesischer Lyriker († 1900)
- 18. August: Hans Kloepfer, österreichischer Schriftsteller und Mundartdichter († 1944)
- 20. August: Kōda Rohan, japanischer Schriftsteller († 1947)

- 15. September: Petr Bezruč, tschechischer Schriftsteller und Dichter († 1958)
- 7. Oktober: Otto Anthes, deutscher Pädagoge und Schriftsteller († 1954)
- 15. Oktober: Ferdinand Bronner, deutscher Schriftsteller und Dramatiker († 1948)
- 20. Oktober: Ludwig Fahrenkrog, deutscher Dichter und Maler († 1952)

- 1. November: Felix Hollaender, deutscher Schriftsteller und Regisseur († 1931)
- 5. Dezember: Antti Aarne, finnischer Märchenforscher († 1925)
- 12. Dezember: Anna Schieber, deutsche Schriftstellerin († 1945)
- 24. Dezember: Tevfik Fikret, türkischer Dichter († 1915)
- 25. Dezember: Alfred Kerr, deutscher Schriftsteller, Theaterkritiker und Journalist († 1948)
- 26. Dezember: Julien Benda, französischer Philosoph und Schriftsteller († 1956)

## Gestorben

### Januar bis April
- 5. Jänner: Carl Adam Kaltenbrunner, österreichischer Dichter, Schriftsteller und Dialektforscher (* 1804)
- 5. Januar: Pierre-Benjamin Lafaye, französischer Philosoph, Linguist, Romanist und Lexikograf (* 1809)
- 14. Januar: Victor Cousin, französischer Philosoph, Herausgeber und Kulturtheoretiker (* 1792)
- 18. Januar: Hubert Félix Soyer-Willemet, französischer Bibliothekar und Botaniker (* 1791)
- 21. Januar: Anders Oldberg, schwedischer Pädagoge und Buchautor (* 1804)
- 24. Januar: Nikolai Iwanowitsch Gretsch, russischer Staatsrat, Autor, Sprachwissenschaftler, Literaturkritiker und Übersetzer (* 1787)
- 24. Januar: Josef Laurent, deutscher Archivar und Bibliothekar der Stadtbibliothek Aachen (* 1808)
- 26. Januar: Johann Caspar Beeg, deutscher Technologe und Publizist (* 1809)
- 28. Jänner: Franz Carl Weidmann, österreichischer Schriftsteller, Schauspieler und Journalist (* 1787/1788)

- 3. Februar: Maximilian zu Wied-Neuwied, deutscher Forschungsreisender, Ethnologe, Naturforscher und Autor (* 1782)
- 5. Februar: Serafín Estébanez Calderón, spanischer Schriftsteller (* 1799)
- 13. Februar: Étienne Eggis, Schweizer Journalist und Schriftsteller (* 1830)
- 15. Februar: Wojciech Cybulski, polnischer Literaturhistoriker und Sprachwissenschaftler (* 1808)

- 6. März: Charles Farrar Browne, US-amerikanischer Schriftsteller und Satiriker (* 1834)
- 7. März: Therese aus dem Winckel, deutsche Malerin, Harfenspielerin und Schriftstellerin (* 1779)
- 23. März: Gottfried Eisenmann, deutscher Arzt, Politiker, politischer Publizist und medizinischer Schriftsteller (* 1795)

- 1. April: Louis du Couret, französischer Abenteurer und Reiseschriftsteller (* 1812)
- 1. April: Hermann Schiff, deutscher Schriftsteller (* 1801)
- 2. April: Christian Friedrich Stempel, niedersorbischer Pfarrer und Dichter (* 1787)
- 8. April: Emil Adolf Roßmäßler, deutscher Naturforscher und Volksschriftsteller (* 1806)
- 21. April: Xenophon Alexejewitsch Polewoi, russischer Journalist, Schriftsteller, Übersetzer und Literaturkritiker (* 1801)
- 30. April: Georg Christoph Gack, bayerischer Abgeordneter, Geistlicher und Autor (* 1793)

### Mai bis August
- 9. Mai: Jacques-Joseph Champollion, französischer Archäologe und Bibliothekar (* 1787)
- 10. Mai: Heinrich Beitzke, deutscher Militärschriftsteller (* 1798)
- 21. Mai: Johann Heinrich Meidinger, deutscher Kaufmann, Geograph und Reiseschriftsteller (* 1792)
- 25. Mai: Wilhelm von Kügelgen, deutscher Maler, Schriftsteller und Kammerherr am herzoglichen Hof von Anhalt-Bernburg (* 1802)
- 27. Mai: Thomas Bulfinch, US-amerikanischer Bankier und Schriftsteller (* 1796)

- 16. Juni: Paulus Modestus Schücking, deutscher Richter, Amtmann, Philosoph und Literat (* 1787)
- 25. Juni: Wilhelmine von Sydow, deutsche Schriftstellerin (* 1789)
- 29. Juni: John Rutter Chorley, britischer Autor, Bibliophiler, Romanist und Hispanist (* 1807)

- 5. Juli: Karl Johan Andersson, schwedischer Abenteurer, Forschungsreisender, Händler und Reiseschriftsteller in Südwestafrika (* 1827)
- 7. Juli: François Ponsard, französischer Dramatiker (* 1814)

- 7. August: Ernst Otto Lindner, deutscher musikwissenschaftlicher Schriftsteller und Journalist (* 1820)
- 8. August: Sarah Austin, britische Schriftstellerin und Übersetzerin (* 1793)
- 23. August: Auguste-Marseille Barthélemy, französischer Dichter (* 1796)
- 26. August: Pedro Martínez López, spanischer Romanist, Hispanist, Grammatiker und Lexikograf (* 1797)
- 28. August: Carl Mittermaier, deutscher Jurist, Publizist und Politiker (* 1787)

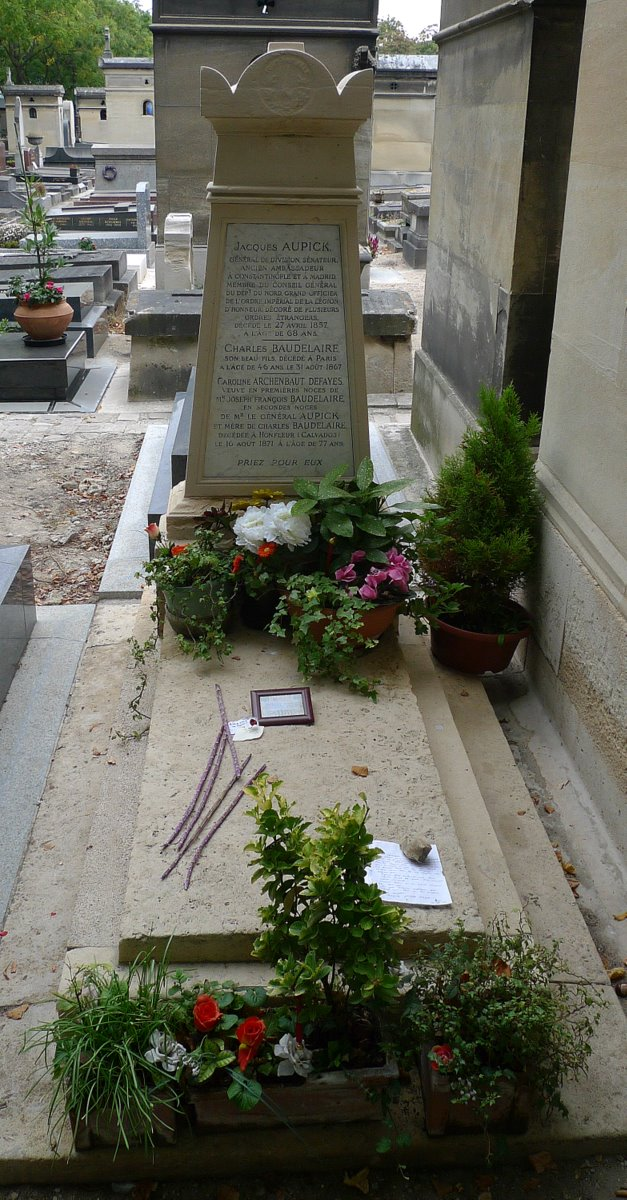
Baudelaires Grab in Paris

- 31. August: Charles Baudelaire, französischer Dichter (* 1821)

### September bis Dezember
- 3. September: Heinrich Smidt, deutscher Schriftsteller (* 1798)
- September: Philoxène Boyer, französischer Schriftsteller (* 1829)

- 7. Oktober: Henry Timrod, amerikanischer Dichter und Journalist in der Konföderation (* 1828)
- 8. Oktober: Johann Baptist Rousseau, deutscher Dichter, Journalist und Herausgeber (* 1802)
- 9. Oktober: Abraham Mapu, baltisch-russischer hebräischer Schriftsteller (* 1808)
- 10. Oktober: Julius Mosen, deutscher Dichter und Schriftsteller (* 1803)
- 11. Oktober: Christian Carl von Glück, deutscher Richter, Politiker, Dichter und Kunstsammler (* 1791)
- 14. Oktober: W. O. von Horn, deutscher Schriftsteller (* 1798)
- 25. Oktober: Georg Kestner, deutscher Archivar, Bankier und Sammler von Kunstwerken und Autographen (* 1774)
- 28. Oktober: Jakob Ferdinand Schreiber, deutscher Verleger (* 1809)

- 14. November: Jacques Charles Brunet, französischer Bibliograph und Buchhändler (* 1780)
- 14. November: Julius Campe, deutscher Verleger (* 1792)
- 19. November: Fitz-Greene Halleck, US-amerikanischer Dichter (* 1790)
- 20. November: Theodor Apel, deutscher Schriftsteller und Stifter (* 1811)
- 26. November: Hermann Adam von Kamp, deutscher Lehrer, Heimatkundler und Schriftsteller (* 1796)

- 9. Dezember: Sigismund Stern, deutsch-jüdischer Pädagoge und Schriftsteller (* 1812)
- 10. Dezember: Edward Whelan, kanadischer Politiker und Journalist (* 1824)
- 26. Dezember: József Kossics, ungarisch-slowenischer Schriftsteller, Dichter, Volkskundler und katholischer Priester (* 1788)
- 30. Dezember: Franz von Unterrichter, Tiroler Dichter, Jurist und Politiker sowie Mitglied der Frankfurter Nationalversammlung (* 1775)